# Françoise Lassance-Hermant
Françoise Marie Simone Lassance-Hermant (Saint-Hubert, 21 februari 1931 ― Evere, 9 april 2020) was een Belgisch senator.

## Levensloop
Beroepshalve maatschappelijk assistente, werd Françoise Hermant in 1971 gecoöpteerd senator voor het Rassemblement Wallon. Ze oefende dit mandaat uit tot in 1977.
Ze was een van de drie vrouwen, samen met Marie-Thérèse Godinache en Huberte Hanquet, die deel uitmaakte van de voorlopige Waalse Gewestraad, die 62 leden telde.
De achteruitgang van het Rassemblement Wallon, gevolg van inwendige twisten, maakte een einde aan haar parlementaire loopbaan.